# (2410) Morrison
(2410) Morrison (1981 AF) – planetoida z pasa głównego asteroid okrążająca Słońce w ciągu 3,3 lat w średniej odległości 2,22 au. Odkryta 3 stycznia 1981 roku.